# 小金沢昇司
小金沢 昇司 （こがねざわ しょうじ、本名同じ、1958年〈昭和33年〉8月31日 - 2024年〈令和6年〉1月11日） は、日本の演歌歌手。ジャパンドリームエンターテイメント株式会社所属。神奈川県大和市出身。身長は175cm。血液型はAB型。特技はサーフィンと空手。

## 人物

### 幼少期〜少年時代
実家は食堂（ラーメン屋）を経営。幼いころから空手を習っていたことから当時は喧嘩っ早かったらしく、中学・高校時代はいわゆる不良少年であったという。また実家が食堂ということで「出前を手伝うために必要」との理由で16歳になるとすぐにオートバイの免許を取得するが、友人に暴走族関係者が多かったため自然とそちらの活動にも参加するようになり、その結果補導されたことも多いとのこと。本人曰く「高校時代に神奈川県内の警察署はほとんど泊まったことがある」という。

### 北島三郎の付き人時代
家業を継ぐために調理師免許を取得したが、歌手になる夢は諦められず、「料理の修業のため」と両親にうそをついて上京。新宿・歌舞伎町のクラブの調理場で働きながら、音楽の専門学校に通い、新宿コマ劇場で北島三郎の大看板が掲げられているのを見て弟子入りをする。
北島三郎の付き人として下積み生活を経た後、1988年『おまえさがして』でデビュー。全国各地への公演活動などを通じて歌手として順調にキャリアを重ねる。

### CMで大ブレイク
小金沢の名を一躍全国的にしたものが1992年8月1日から放送された、口腔用ヨード剤「フィニッシュコーワ」（興和）のテレビコマーシャルにおける「歌手の小金沢君」である。CMは渡辺篤史によるナレーションで「歌手の小金沢君が使っているのはフィニッシュコーワ」と始まる。当初は小金沢が一切セリフを発せず、歌も流れずしかも無名であったため、コーワのCMオンエア率の高さ（興和のCMはフリースポット契約のため）も手伝って「小金沢君って誰？」「歌声が聞こえないのは妙だ。俳優が演じているのではないか」と瞬く間に話題沸騰となった。このキャッチフレーズは同年の新語・流行語大賞において大衆部門の銀賞を受賞する。同年9月18日に出演した『森田一義アワー 笑っていいとも!』では、「いま日本で、歌手といえばこの方」と紹介され、小金沢は「でも、歌を聴いたことがないって、よくいわれるんですよ」と返した。同年に出場した『オールスター感謝祭』でも、「歌手の小金沢昇司」と、わざわざ「歌手の」を強調して表記された。
CMに小金沢が起用された理由は、フィニッシュコーワのターゲットとする「行動派の現代人」を演じるモデルを探していたところ、たまたま宣伝部に小金沢の資料が送られ、「モデルでなくても、彼ならいけるんじゃないか」と判断したことがきっかけである。ナレーションもあくまで商品情報をわかりやすく伝えることを目的としたものに過ぎず、出演する小金沢が注目されてしまったのは予想外であったという。
なお、後のバージョンでは小金沢がセリフを発したり、自身の曲「希笛」がバックに流れるようになる。
続いて1992年11月21日から3週間、東京・大阪・名古屋地区の民放テレビで放送された信託銀行「ヒット」のテレビCMに河合奈保子と共演し、CMソング「ちょっとだけ秘密」も歌った。フィニッシュコーワのCMで注目された小金沢の歌を聴いてみたいという欲求があるに違いないとの判断からの人選であった。

### 歌のヒット
CMで知名度が上がり、1992年5月に発売したシングル「おまえだけ」が発売元のビクター音楽産業調べで35万枚以上を売り上げ、続いて同年12月発売の河合奈保子とのデュエットシングル「ちょっとだけ秘密」も10万枚以上を売り上げるなどヒットした。
「ありがとう…感謝」は発売から10年経った2013年に第6回日本作曲家協会音楽祭にてロングヒット賞を受賞している。
その他に「南部酒」や「北の三代目」などの代表曲を持ち、歌のジャンルを問わず様々な楽曲に挑戦している。

### 北島音楽事務所からの独立
2013年12月9日付けの公式ブログ『いい波乗ろ〜ぜ!』にて、2014年の節分明けに北島音楽事務所から「暖簾分け」の形で独立、自身の新事務所「ジャパンドリームエンターテイメント株式会社」を設立することを発表した。所属タレントは、HPのタレント紹介ページによれば、自身も含め、演歌歌手の半田浩二、ムード歌謡歌手の宍戸マサル、ものまねタレントのチャッピー、小金沢の長男でタレントの雅弘の5名である。
2016年4月1日付でNPO法人「ジャパンドリーム」を設立し、理事長に就任。元々小金沢はボランティア活動に熱心であり、歌で高齢者や児童を激励したいという目的が同法人の設立に繋がった。なお、同法人は2020年1月20日付で解散している。

### 酒気帯び運転で逮捕、自身が経営する芸能プロダクションが破産
2020年11月28日、東京都杉並区を車で運転中にトラックと衝突し、検査を受けたところアルコールが検出されたため、道路交通法違反（酒気帯び運転）で警視庁高井戸警察署に逮捕された。翌29日に東京湾岸警察署に移送、同30日送検、釈放され、小金沢は謝罪、芸能活動休止謹慎を発表した。
これを受けて収録済みで翌12月12日に放送予定であったBS朝日『人生、歌がある』への出演シーンはカット、同月19日の生放送への出演はキャンセル、12月12日に収録予定だったBSテレ東『演歌の花道』も出演キャンセルとなり、レギュラー出演のラジオ番組『小金沢くんの波乗り歌謡曲』（スバルプランニング）の11月29日の放送を複数局が休止、ぎふチャンラジオは11月30日の放送を『ぎふチャン Music Sharing』に差し替え、ネットを打ち切り番組自体はそのまま終了した。12月28日、東京地方検察庁は小金沢を不起訴処分にした。
以前より新型コロナウイルスで仕事に影響が出ていたが、この酒気帯び運転以降、自身が設立した「ジャパンドリームエンターテイメント」とその関連会社である「ブルークリスタルプロダクション」も営業休止状態になり、翌2021年7月21日に東京地方裁判所から破産手続き開始の決定を受け、負債は前者が約2500万円、後者が約3700万円で合計約6200万円。

### 晩年・死去
2022年夏に新型コロナウイルス感染症（COVID-19）により入院。回復後も後遺症により誤嚥性肺炎を頻発するなど、体調不良から入退院を繰り返していたとされる。
2024年1月11日、呼吸不全のため、神奈川県内の病院で死去した。65歳没。最期は姉やこどもなど親族に看取られた。訃報は同月15日に所属していたキングレコードより公表された。

## エピソード
- 2004年10月16日、友人とゴルフに興じていた秦野カントリークラブの上空でUFOと思しき飛行物体の撮影に成功した。肉眼では捉えられなかったが、携帯電話に搭載されていたカメラにははっきりと「アンコウ型の飛行物体」が記録されていた。それ以前にも多数のUFOや地震雲に遭遇しており、自らも目撃体験を持つ山本譲二も「間違いない」と太鼓判を押した。この事件は翌2005年10月20日付の東京中日スポーツにも掲載され話題を呼んだ。さらにメキシコなど海外での目撃経験もあり、テレビや雑誌などで体験談や撮影した画像を披露することも多い。UFOに関する記事を頻繁に掲載する東京スポーツが2015年6月22日からスタートした連載「私のUFO体験」に、第1回ゲストとして登場。前月に発売された新曲「黄昏ララバイ」をPRする傍ら、「地球に人類が住んでいるのだから、他の惑星に宇宙人が暮らしていても不思議ではない。人類が月に上陸する時代だから、宇宙人が地球に上陸しても特段驚く話ではない」との持論を展開した。

## ディスコグラフィ

### シングル
| #  | 発売日          | 曲順 | タイトル                                 | 作詞         | 作曲              | 編曲                | オリコン 最高順位 | レーベル        | 規格品番   |
| -- | --------------- | ---- | ---------------------------------------- | ------------ | ----------------- | ------------------- | ----------------- | --------------- | ---------- |
| 1  | 1988年 8月21日  | A面  | おまえさがして                           | 吉田旺       | 桜田誠一          | 斉藤恒夫            | -                 | ビクター        | SV-9367    |
| 1  | 1988年 8月21日  | B面  | はまなす                                 | 吉田旺       | 桜田誠一          | 斉藤恒夫            | -                 | ビクター        | SV-9367    |
| 2  | 1989年 11月21日 | 01   | 小樽                                     | 荒木とよひさ | 弦哲也            | 前田俊明            | -                 | ビクター        | VDRS-10007 |
| 2  | 1989年 11月21日 | 02   | 北の旅路                                 | 熊たけし     | 鈴木英明          | 斉藤恒夫            | -                 | ビクター        | VDRS-10007 |
| 3  | 1991年 4月21日  | 01   | 男の灯り                                 | 坂口照幸     | 北原じゅん        | 小杉仁三            | -                 | ビクター        | VIDL-10116 |
| 3  | 1991年 4月21日  | 02   | 夢冷えの街                               | 坂口照幸     | 大谷明裕          | 平野孝幸            | -                 | ビクター        | VIDL-10116 |
| 4  | 1992年 5月21日  | 01   | おまえだけ                               | 吉田旺       | 弦哲也            | 丸山雅仁            | 44位              | ビクター        | VIDL-10240 |
| 4  | 1992年 5月21日  | 02   | 別れても別れても                         | 吉田旺       | 弦哲也            | 池多孝春            | 44位              | ビクター        | VIDL-10240 |
| 5  | 1993年 4月21日  | 01   | 希笛                                     | 荒木とよひさ | 堀内孝雄          | 若草恵              | -                 | ビクター        | VIDL-10337 |
| 5  | 1993年 4月21日  | 02   | 俺じゃだめなのかい                       | 仁井谷俊也   | 大谷明裕          | 伊戸のりお          | -                 | ビクター        | VIDL-10337 |
| 6  | 1993年 11月21日 | 01   | 人生のそこかしこに                       | 水野有平     | 水野有平          | 竜崎孝路            | -                 | ビクター        | VIDL-10468 |
| 7  | 1994年 2月23日  | 01   | 真夜中のものがたり                       | 水木れいじ   | 平尾昌晃          | 宮崎慎二            | -                 | ビクター        | VIDL-10497 |
| 7  | 1994年 2月23日  | 02   | はずし忘れた時計                         | 久仁京介     | 平尾昌晃          | 宮崎慎二            | -                 | ビクター        | VIDL-10497 |
| 8  | 1994年 7月21日  | 01   | とべない雀                               | 二宮康       | 三木たかし        | 若草恵              | -                 | ビクター        | VIDL-10543 |
| 8  | 1994年 7月21日  | 02   | 俺が悪かった                             | 岡田冨美子   | 三木たかし        | 若草恵              | -                 | ビクター        | VIDL-10543 |
| 9  | 1995年 9月21日  | 01   | 北の三代目                               | 荒木とよひさ | 浜圭介            | 川村栄二            | -                 | ビクター        | VIDL-11005 |
| 9  | 1995年 9月21日  | 02   | 南部酒                                   | 荒木とよひさ | 浜圭介            | 川村栄二            | -                 | ビクター        | VIDL-11005 |
| 10 | 1996年 6月21日  | 01   | 無器用者だと言われても                   | 荒木とよひさ | 藤竜之介          | 川口真              | -                 | ビクター        | VIDL-11023 |
| 10 | 1996年 6月21日  | 02   | 雨の酒場                                 | 荒木とよひさ | 石田光輝          | 川口真              | -                 | ビクター        | VIDL-11023 |
| 11 | 1997年 4月23日  | 01   | 北都物語                                 | 木下龍太郎   | 弦哲也            | 南郷達也            | -                 | キング レコード | KIDX-315   |
| 11 | 1997年 4月23日  | 02   | 男の初舞台                               | 東大寺元     | 大沢浄二          | 南郷達也            | -                 | キング レコード | KIDX-315   |
| 12 | 1997年 12月22日 | 01   | 北のめぐり逢い                           | 木下龍太郎   | 弦哲也            | 伊戸のりお          | -                 | キング レコード | KIDX-360   |
| 12 | 1997年 12月22日 | 02   | 旅雲                                     | 山田孝雄     | 大野弘也          | 伊戸のりお          | -                 | キング レコード | KIDX-360   |
| 13 | 1998年 10月9日  | 01   | 流れ星                                   | たきのえいじ | 杉本真人          | 矢野立美            | -                 | キング レコード | KIDX-400   |
| 13 | 1998年 10月9日  | 02   | 倖せになりなよ                           | 三浦久子     | 加藤将貫          | 矢野立美            | -                 | キング レコード | KIDX-400   |
| 14 | 1999年 7月23日  | 01   | 荒野                                     | 麻こよみ     | 矢野立美          | 矢野立美            | -                 | キング レコード | KIDX-470   |
| 14 | 1999年 7月23日  | 02   | 涙をふいて                               | 澤井誠       | 澤井誠            | 矢野立美            | -                 | キング レコード | KIDX-470   |
| 15 | 2000年 6月21日  | 01   | 明日の風                                 | 麻こよみ     | 四方章人          | 竜崎孝路            | -                 | キング レコード | KIDX-516   |
| 15 | 2000年 6月21日  | 02   | あの場所から                             | 森林檎       | 犬丸秀            | 宮崎慎二            | -                 | キング レコード | KIDX-516   |
| 16 | 2001年 5月23日  | 01   | あなたに…ごめん                          | 志磨ゆり子   | 大谷明裕          | 伊戸のりお          | -                 | キング レコード | KIDX-595   |
| 16 | 2001年 5月23日  | 02   | ありがとう…感謝                          | 志磨ゆり子   | 大谷明裕          | 伊戸のりお          | -                 | キング レコード | KIDX-595   |
| 17 | 2002年 3月6日   | 01   | 義経伝説                                 | 中谷純平     | 原譲二            | 丸山雅仁            | -                 | キング レコード | KIDX-657   |
| 17 | 2002年 3月6日   | 02   | まごころの花よ                           | 新條カオル   | 原譲二            | 丸山雅仁            | -                 | キング レコード | KIDX-657   |
| 18 | 2003年 1月1日   | 01   | 惚れちまったよ                           | 仁井谷俊也   | 大谷明裕          | 伊戸のりお          | -                 | キング レコード | KIDX-716   |
| 18 | 2003年 1月1日   | 02   | 森に生きる詩                             | 志磨ゆり子   | 大谷明裕          | 伊戸のりお          | -                 | キング レコード | KIDX-716   |
| 19 | 2003年 9月26日  | 01   | ありがとう…感謝                          | 志磨ゆり子   | 大谷明裕          | 伊戸のりお          | -                 | キング レコード | KICM-765   |
| 19 | 2003年 9月26日  | 02   | 南部酒                                   | 荒木とよひさ | 浜圭介            | 川村栄二            | -                 | キング レコード | KICM-765   |
| 20 | 2004年 3月24日  | 01   | 湾岸ホテル                               | 木下龍太郎   | 大谷明裕          | 伊戸のりお          | -                 | キング レコード | KICM-821   |
| 20 | 2004年 3月24日  | 02   | ウランバナ                               | 蘭佳代子     | 八木英二          | 八木英二            | -                 | キング レコード | KICM-821   |
| 21 | 2005年 1月1日   | 01   | 二人の合言葉                             | 木下龍太郎   | 大谷明裕          | 伊戸のりお          | -                 | キング レコード | KICM-862   |
| 21 | 2005年 1月1日   | 02   | 兄貴と呼んでいいですか                   | 伊藤美和     | 大谷明裕          | 伊戸のりお          | -                 | キング レコード | KICM-862   |
| 22 | 2005年 10月26日 | 01   | 言い出せなくて                           | 麻こよみ     | 近江たかひこ      | 伊戸のりお          | 32位              | キング レコード | KICM-915   |
| 22 | 2005年 10月26日 | 02   | もう言わないで                           | 麻こよみ     | 近江たかひこ      | 伊戸のりお          | 32位              | キング レコード | KICM-915   |
| 23 | 2006年 7月5日   | 01   | ひとひらの雪                             | 麻こよみ     | 加藤将貫          | 伊戸のりお          | 34位              | キング レコード | KICM-30021 |
| 23 | 2006年 7月5日   | 02   | 小さな祭り                               | 八木英二     | 八木英二          | 八木英二            | 34位              | キング レコード | KICM-30021 |
| 24 | 2007年 3月21日  | 01   | もう一度札幌                             | 麻こよみ     | 加藤将貫          | 今泉敏郎            | 30位              | キング レコード | KICM-30072 |
| 24 | 2007年 3月21日  | 02   | 大人達のストリート                       | 伊藤美和     | 小田純平          | 矢田部正            | 30位              | キング レコード | KICM-30072 |
| 25 | 2008年 1月23日  | 01   | 別れの街                                 | 麻こよみ     | 加藤将貫          | 伊戸のりお          | 27位              | キング レコード | KICM-30122 |
| 25 | 2008年 1月23日  | 02   | オモニ〜母へ〜                           | 石森ひろゆき | 小田純平          | 伊戸のりお 矢田部正 | 27位              | キング レコード | KICM-30122 |
| 26 | 2008年 8月27日  | 01   | 神楽坂                                   | 石森ひろゆき | 小田純平          | 矢田部正            | 37位              | キング レコード | KICM-30158 |
| 26 | 2008年 8月27日  | 02   | 言葉のない子守唄                         | 志磨ゆり子   | 大谷明裕          | 宮崎慎二            | 37位              | キング レコード | KICM-30158 |
| 27 | 2009年 8月26日  | 01   | ありがとう…感謝 (オリジナル'09 New-Ver.) | 志磨ゆり子   | 大谷明裕          | 伊戸のりお          | -                 | キング レコード | KICM-30213 |
| 27 | 2009年 8月26日  | 02   | ありがとう…感謝 (ウエディングVer.)       | 志磨ゆり子   | 大谷明裕          | 伊戸のりお          | -                 | キング レコード | KICM-30213 |
| 27 | 2009年 8月26日  | 03   | ありがとう…感謝 (アコースティックVer.)   | 志磨ゆり子   | 大谷明裕          | 伊戸のりお          | -                 | キング レコード | KICM-30213 |
| 28 | 2010年 6月23日  | 01   | はまなす海岸                             | 麻こよみ     | 徳久広司          | 石倉重信            | 30位              | キング レコード | KICM-30263 |
| 28 | 2010年 6月23日  | 02   | 男のひとりごと                           | 麻こよみ     | 徳久広司          | 石倉重信            | 30位              | キング レコード | KICM-30263 |
| 29 | 2011年 5月11日  | 01   | 冬の旅人                                 | 田久保真見   | 弦哲也            | 南郷達也            | 26位              | キング レコード | KICM-30353 |
| 29 | 2011年 5月11日  | 02   | ポインセチアの窓辺                       | 伊藤美和     | 大谷明裕          | 矢野立美            | 26位              | キング レコード | KICM-30353 |
| 29 | 2011年 5月11日  | 03   | 冬の旅人 (アコースティックVer.)          | 田久保真見   | 弦哲也            | 弦哲也              | 26位              | キング レコード | KICM-30353 |
| 30 | 2011年 10月26日 | 01   | 花は黙って咲いている                     | 中村要子     | 原譲二            | 丸山雅仁            | 43位              | キング レコード | KICM-30381 |
| 30 | 2011年 10月26日 | 02   | こんな別れが一つある                     | 西沢爽       | 原譲二            | 前田俊明            | 43位              | キング レコード | KICM-30381 |
| 31 | 2012年 5月23日  | 01   | 俺の夕焼け                               | 石森ひろゆき | 大谷明裕          | 宮崎慎二            | -                 | キング レコード | KICM-30430 |
| 31 | 2012年 5月23日  | 02   | 君に贈る春の風                           | 石森ひろゆき | 大谷明裕          | 宮崎慎二            | -                 | キング レコード | KICM-30430 |
| 32 | 2012年 10月3日  | 01   | 願・一条戻り橋                           | 志磨ゆり子   | 大谷明裕          | 伊戸のりお          | 38位              | キング レコード | KICM-30466 |
| 32 | 2012年 10月3日  | 02   | 横浜セレナーデ                           | 細川浪男     | 小金沢昇司        | 伊戸のりお          | 38位              | キング レコード | KICM-30466 |
| 33 | 2013年 8月21日  | 01   | あなたは雪になりました                   | 松井五郎     | 幸耕平            | 矢野立美            | -                 | キング レコード | KICM-30519 |
| 33 | 2013年 8月21日  | 02   | Happy Birthday 〜花束を添えて〜          | 伊藤美和     | 大谷明裕          | 矢野立美            | -                 | キング レコード | KICM-30519 |
| 34 | 2014年 3月26日  | 01   | 昭和の花                                 | 田久保真見   | 徳久広司          | 前田俊明            | 28位              | キング レコード | KICM-30580 |
| 34 | 2014年 3月26日  | 02   | 君の涙は俺がふく                         | 石森ひろゆき | 石森ひろゆき      | 成田玲              | 28位              | キング レコード | KICM-30580 |
| 35 | 2015年 5月22日  | 01   | 黄昏ララバイ                             | 冬弓ちひろ   | 近江たかひこ      | 伊戸のりお          | -                 | キング レコード | KICM-30654 |
| 35 | 2015年 5月22日  | 02   | 兄弟挽歌                                 | 小金沢昇司   | 小金沢昇司        | 田代修二            | -                 | キング レコード | KICM-30654 |
| 36 | 2016年 3月9日   | 01   | 春はもうすぐ                             | 麻こよみ     | 徳久広司          | 前田俊明            | -                 | キング レコード | KICM-30707 |
| 36 | 2016年 3月9日   | 02   | 昭和の歌よ                               | 松崎もりき   | 小金沢昇司        | 矢田部正            | -                 | キング レコード | KICM-30707 |
| 37 | 2016年 10月26日 | 01   | みちづれ川                               | 麻こよみ     | 徳久広司          | 前田俊明            | -                 | キング レコード | KICM-30758 |
| 37 | 2016年 10月26日 | 02   | 今を生きる                               | 小金沢昇司   | 小金沢昇司        | 矢田部正            | -                 | キング レコード | KICM-30758 |
| 38 | 2017年 6月21日  | 01   | おまえがいたから俺がいる                 | 麻こよみ     | 徳久広司          | 前田俊明            | 39位              | キング レコード | KICM-30798 |
| 38 | 2017年 6月21日  | 02   | 赤いピアス                               | 麻こよみ     | 徳久広司          | 前田俊明            | 39位              | キング レコード | KICM-30798 |
| 39 | 2018年 1月1日   | 01   | おぼえていますか                         | 麻こよみ     | 大谷明裕          | 矢田部正            | 46位              | キング レコード | KICM-30830 |
| 39 | 2018年 1月1日   | 02   | 歌の旅人                                 | 中谷純平     | 夏川寿里亜        | 矢田部正            | 46位              | キング レコード | KICM-30830 |
| 40 | 2019年 1月23日  | 01   | 青春の忘れもの                           | 伊藤美和     | 六月ゆか 吉永幸一 | 矢田部正            | -                 | キング レコード | KICM-30901 |
| 40 | 2019年 1月23日  | 02   | 雨の交差点                               | 六月ゆか     | 六月ゆか          | 矢田部正            | -                 | キング レコード | KICM-30901 |
| 41 | 2020年 2月5日   | 01   | 面影橋から…                              | 伊藤美和     | 弦哲也            | 伊戸のりお          | -                 | キング レコード | KICM-30960 |
| 41 | 2020年 2月5日   | 02   | 小樽運河に恋が降る                       | 伊藤美和     | 弦哲也            | 伊戸のりお          | -                 | キング レコード | KICM-30960 |

#### デュエット・シングル
| 発売日          | デュエット       | 曲順 | タイトル                     | 作詞               | 作曲               | 編曲               | レーベル        | 規格品番   |
| --------------- | ---------------- | ---- | ---------------------------- | ------------------ | ------------------ | ------------------ | --------------- | ---------- |
| 1992年 12月12日 | 河合奈保子       | 01   | ちょっとだけ秘密             | 東京バナナボーイズ | 東京バナナボーイズ | 東京バナナボーイズ | ビクター        | VIDL-10311 |
| 1999年 10月22日 | 大月みやこ       | 01   | 東京しのび逢い               | 秋浩二             | 桧原さとし         | 伊戸のりお         | キング レコード | KIDX-490   |
| 2000年 10月18日 | メロン・ゲタネツ | 01   | うららか・に (エチオピアMIX) | 大地土子           | 大地土子           | 宮崎慎二           | キング レコード | KIDX-566   |
| 2000年 10月18日 | メロン・ゲタネツ | 02   | うららか・に (トーキョーMIX) | 大地土子           | 大地土子           | 宮崎慎二           | キング レコード | KIDX-566   |

### アルバム
| 発売日         | タイトル     | レーベル       | 規格品番  |
| -------------- | ------------ | -------------- | --------- |
| 1990年4月21日  | 小樽         | ビクター       | VICL-23   |
| 1992年11月21日 | 小金沢昇司II | ビクター       | VICL-356  |
| 2018年8月22日  | 軌跡         | キングレコード | KICX-1060 |

#### ベスト・アルバム
| 発売日         | タイトル                              | レーベル       | 規格品番      |
| -------------- | ------------------------------------- | -------------- | ------------- |
| 1994年3月24日  | 全曲集〜オリジナル・ベスト            | ビクター       | VICL-514      |
| 1994年11月2日  | 全曲集                                | ビクター       | VICL-595      |
| 1996年10月23日 | BEST ONE                              | ビクター       | VICL-819      |
| 1997年9月26日  | 北都物語〜小金沢昇司ベストアルバム    | キングレコード | KICX-447      |
| 1998年10月9日  | 全曲集                                | キングレコード | KICX-2424     |
| 1999年9月3日   | 全曲集                                | キングレコード | KICX-2518     |
| 2000年9月6日   | 全曲集                                | キングレコード | KICX-2612     |
| 2001年9月5日   | 全曲集                                | キングレコード | KICX-2710     |
| 2002年9月4日   | 全曲集                                | キングレコード | KICX-2810     |
| 2003年9月3日   | 全曲集                                | キングレコード | KICX-2909     |
| 2004年9月1日   | 全曲集                                | キングレコード | KICX-3209     |
| 2004年12月1日  | ベストセレクション                    | キングレコード | KICX-3261〜62 |
| 2005年9月7日   | 全曲集                                | キングレコード | KICX-3309     |
| 2006年4月5日   | ベストセレクション                    | キングレコード | KICX-3372〜73 |
| 2006年9月6日   | 全曲集                                | キングレコード | KICX-3409     |
| 2007年4月11日  | ベストセレクション2007                | キングレコード | KICX-3443〜44 |
| 2007年9月5日   | 全曲集2007                            | キングレコード | KICX-3509     |
| 2008年4月9日   | ベストセレクション2008                | キングレコード | KICX-3615〜16 |
| 2008年9月10日  | 全曲集2009                            | キングレコード | KICX-3630     |
| 2009年4月8日   | ベストセレクション2009                | キングレコード | KICX-3715〜16 |
| 2009年9月9日   | 全曲集2010                            | キングレコード | KICX-3730     |
| 2010年4月7日   | ベストセレクション2010                | キングレコード | KICX-3841〜42 |
| 2010年9月8日   | 全曲集2011                            | キングレコード | KICX-3870     |
| 2011年4月20日  | ベストセレクション2011                | キングレコード | KICX-3961〜62 |
| 2011年9月7日   | 全曲集2012                            | キングレコード | KICX-3990     |
| 2012年4月11日  | ベストセレクション2012                | キングレコード | KICX-4101〜02 |
| 2012年9月5日   | 全曲集2013                            | キングレコード | KICX-4129     |
| 2013年4月10日  | ベストセレクション2013                | キングレコード | KICX-4191〜92 |
| 2013年9月4日   | 全曲集2014                            | キングレコード | KICX-4220     |
| 2014年4月9日   | ベストセレクション2014                | キングレコード | KICX-4329〜30 |
| 2014年9月10日  | 全曲集2015                            | キングレコード | KICX-4354     |
| 2014年11月5日  | 歌カラ全曲集ベスト8                   | キングレコード | KICX-4407     |
| 2015年4月8日   | ベストセレクション2015                | キングレコード | KICX-4459〜60 |
| 2015年9月9日   | 全曲集2016                            | キングレコード | KICX-4514     |
| 2016年4月6日   | ベストセレクション2016                | キングレコード | KICX-4627〜28 |
| 2016年9月7日   | 全曲集2017                            | キングレコード | KICX-4655     |
| 2017年4月5日   | ベストセレクション2017                | キングレコード | KICX-4732〜33 |
| 2017年9月6日   | 全曲集2018                            | キングレコード | KICX-4778     |
| 2018年4月4日   | ベストセレクション2018                | キングレコード | KICX-4895〜96 |
| 2018年9月5日   | 全曲集2019                            | キングレコード | KICX-4957     |
| 2019年4月10日  | ベストセレクション2019                | キングレコード | KICX-5034〜35 |
| 2019年9月4日   | 全曲集2020                            | キングレコード | KICX-5079     |
| 2020年4月8日   | ベストセレクション2020                | キングレコード | KICX-5200〜01 |
| 2020年9月9日   | 全曲集2021                            | キングレコード | KICX-5226     |
| 2021年4月7日   | ベストセレクション2021                | キングレコード | KICX-5326〜27 |
| 2021年9月8日   | 全曲集2022                            | キングレコード | KICX-5379     |
| 2022年4月6日   | ベストセレクション2022                | キングレコード | KICX-5523〜24 |
| 2022年9月7日   | 全曲集〜ありがとう…感謝〜             | キングレコード | KICX-5548     |
| 2023年4月5日   | ベストセレクション〜ありがとう…感謝〜 | キングレコード | KICX-5624〜25 |
| 2025年1月1日   | 全曲集〜ありがとう…感謝〜             | キングレコード | KICX-5697     |

#### カバー・アルバム
| 発売日       | タイトル                            | レーベル       | 規格品番 |
| ------------ | ----------------------------------- | -------------- | -------- |
| 2007年6月6日 | センチメンタル〜懐かしカバー集Vol.1 | キングレコード | KICX-695 |

### 映像作品

#### ライブ
| 発売日        | タイトル                                    | レーベル       | 規格 | 規格品番 |
| ------------- | ------------------------------------------- | -------------- | ---- | -------- |
| 2008年3月26日 | 20周年記念コンサート〜すべての人に…感謝を〜 | キングレコード | DVD  | KIBM-165 |

#### ミュージック・ビデオ
| 発売日         | タイトル                      | レーベル       | 規格 | 規格品番  |
| -------------- | ----------------------------- | -------------- | ---- | --------- |
| 2008年10月22日 | キングDVDカラオケHit4         | キングレコード | DVD  | KIBK-3019 |
| 2013年8月7日   | DVDカラオケ全曲集ベスト8      | キングレコード | DVD  | KIBK-6031 |
| 2016年7月6日   | DVDカラオケ全曲集ベスト8 2016 | キングレコード | DVD  | KIBK-6061 |

### タイアップ曲
| 年     | 楽曲               | タイアップ                                     |
| ------ | ------------------ | ---------------------------------------------- |
| 1992年 | ちょっとだけ秘密   | 信託銀行「ヒット」CMソング                     |
| 1993年 | 希笛               | 興和新薬「新キューピーコーワゴールド」CMソング |
| 1993年 | 俺じゃだめなのかい | フジテレビ系「ウゴウゴルーガ」OPテーマ         |
| 1993年 | 人生のそこかしこに | 「日本盛」CMソング                             |
| 2007年 | 大人達のストリート | 「新橋ライブ」テーマソング                     |
| 2014年 | 兄弟挽歌           | Vシネマ「兄弟挽歌」主題歌                      |

## 出演

### テレビ番組
- 関口宏の東京フレンドパークII（1995年4月24日、1998年3月9日、2009年10月22日、TBSテレビ）
- 月曜ドラマスペシャル「丹下晋蔵熱血記 函館望郷編」（1997年、TBSテレビ）
- 暴れん坊将軍IX 第7話「謀略!あやつり人形にこき使われた吉宗」（1999年、テレビ朝日） - 千吉 役
- 好好!キョンシーガール〜東京電視台戦記〜 第3話（2012年10月27日、テレビ東京） - 小金沢昇司（本人） 役

### ラジオ番組
- 小金沢くんの波乗り歌謡曲（2013年4月1日 - 2020年11月29日、スバルプランニング）

### オリジナルビデオ
- 兄弟挽歌（2014年） - 主演：高島組若頭補佐・一場 役
  - 主題歌「兄弟挽歌」（作詞・作曲・唄：小金沢昇司）小金沢昇司シングルCD「黄昏ララバイ」カップリング収録